# Operator d’Alemberta
Operator d’Alemberta (dalambercjan) – operator różniczkowy II rzędu definiowany w czterowymiarowej czasoprzestrzeni Minkowskiego. Jest odpowiednikiem operatora Laplace’a {\displaystyle \Delta } definiowanego w 3-wymiarowej przestrzeni Euklidesowej.
Operator ten jest oznaczany symbolem {\displaystyle \square } „kwadrat” (rzadziej używane jest oznaczenie {\displaystyle \square ^{2}}). Wykorzystywany m.in. do zwięzłego zapisu równania falowego klasycznej elektrodynamiki czy równania Kleina-Gordona elektrodynamiki kwantowej.
Przyjmując sygnaturę metryki {\displaystyle ({-}{+}{+}{+})} czasoprzestrzeni, operator ten wyrazimy za pomocą jego składowych.

## Współrzędnet,x,y,z{\displaystyle t,x,y,z}
We współrzędnych {\displaystyle t,x,y,z} operator d’Alemberta ma postać
{\displaystyle \square =\triangle -{\frac {1}{c^{2}}}{\frac {\partial ^{2}}{\partial t^{2}}},}
gdzie:
{\displaystyle \triangle } – operator Laplace’a,
{\displaystyle c} – prędkość światła w próżni.
Po rozpisaniu operatora Laplace’a otrzyma się
{\displaystyle \square ={\frac {\partial ^{2}}{\partial x^{2}}}+{\frac {\partial ^{2}}{\partial y^{2}}}+{\frac {\partial ^{2}}{\partial z^{2}}}-{\frac {1}{c^{2}}}{\frac {\partial ^{2}}{\partial t^{2}}}.}

## Współrzędnex0,x1,x2,x3{\displaystyle x^{0},x^{1},x^{2},x^{3}}
We współrzędnych {\displaystyle x^{0}=ct,x^{1}=x,x^{2}=y,x^{3}=z} mamy:
{\displaystyle \square =-{\frac {\partial ^{2}}{\partial (x^{0})^{2}}}+{\frac {\partial ^{2}}{\partial (x^{1})^{2}}}+{\frac {\partial ^{2}}{\partial (x^{2})^{2}}}+{\frac {\partial ^{2}}{\partial (x^{3})^{2}}}.}

## Zapis skrócony
Operator d’Alemberta zapisuje się za pomocą iloczynu skalarnego czterogradientu – przy czym iloczyn skalarny w 4-wymiarowej czasoprzestrzeni definiuje się jako sumę iloczynów współrzędnych kowariantnych i kontrawariantnych, tj.
{\displaystyle \square =\partial _{\mu }\partial ^{\mu },}
gdzie:
{\displaystyle \partial _{\mu }\equiv {}_{,\mu }\equiv {\dfrac {\partial }{\partial x^{\mu }}}=\left(\partial _{0},\partial _{1},\partial _{2},\partial _{3}\right)=\left(\partial _{0},{\vec {\nabla }}\right)} – składowe kowariantne 4-gradientu,
{\displaystyle \partial ^{\mu }\equiv {}^{,\mu }\equiv {\dfrac {\partial }{\partial x_{\mu }}}=\left(\partial ^{0},\partial ^{1},\partial ^{2},\partial ^{3}\right)=\left(-\partial _{0},{\vec {\nabla }}\right)} – składowe kontrawariantne 4-gradientu.
Wstawiając współrzędne, otrzyma się
{\displaystyle \square =\partial _{\mu }\partial ^{\mu }=\Delta -(\partial _{0})^{2},}
przy czym
{\displaystyle \Delta ={\vec {\nabla }}^{2},}
{\displaystyle (\partial _{0})^{2}={\frac {\partial ^{2}}{\partial (x^{0})^{2}}}.}

## Zastosowania

### Teoria drgań
Równanie falowe np. dla małych drgań (poziomej) struny
{\displaystyle \Box u\left(x,t\right)\equiv u_{xx}-{\frac {1}{c^{2}}}u_{tt}=0,}
gdzie:
{\displaystyle u} – przemieszczenie (w pionie) struny od położenia równowagi,
{\displaystyle x} – współrzędna położenia punktu na strunie,
{\displaystyle t} – czas.

### Elektrodynamika klasyczna
Równanie falowe fali elektromagnetycznej w próżni
{\displaystyle \Box A^{\mu }=0,}
gdzie {\displaystyle A^{\mu }} – czteropotencjał pola elektromagnetycznego.

### Elektrodynamika kwantowa
Równanie Kleina-Gordona
{\displaystyle (\Box +m^{2})\psi =0.}